# Xenopsylla pestanai
Xenopsylla pestanai är en loppart som beskrevs av Ribeiro 1975. Xenopsylla pestanai ingår i släktet Xenopsylla och familjen husloppor. Inga underarter finns listade i Catalogue of Life.